# Nekrolog 1. Quartal 1974
Nekrolog
◄◄
| ◄
| 1970
| 1971
| 1972
| 1973
| 1974 | 1975 | 1976 | 1977 | 1978 | ► | ►►
1. Quartal |
2. Quartal |
3. Quartal |
4. Quartal 1974
Weitere Ereignisse | Allgemeiner Nekrolog 1974
Die Beschreibung der verstorbenen Person sollte so kurz wie möglich gehalten sein und nur deren signifikante Tätigkeit(en) enthalten.
Neue Namen ggf. auch unter dem Geburts- und Sterbedatum, also etwa unter 1. Januar und im Geburts- und Sterbejahr (2024) eintragen (nur bei entsprechender großer Wichtigkeit). Für Beispiele siehe die schon vorhandenen Artikel.
Außerdem über die fünf zuletzt Verstorbenen, zu denen es einen ausreichend guten Artikel für eine Präsentation auf der Hauptseite gibt, nach der todesbedingten Überarbeitung der Artikel ggf. auch unter Wikipedia Diskussion:Hauptseite informieren und sie am besten auch in den anderen Wikipedia-Sprachversionen eintragen. Tipp: Regelmäßig bei news.google.de nach „ist tot“, „gestorben“ oder „verstorben“ suchen.
Wenn eine Person gestorben ist, gibt es viele Seiten zu dieser Person in der Wikipedia, die davon auch betroffen sind und entsprechend aktualisiert werden müssen. Beispiele: Namenübersichtsseite, Geburtsjahr, Geburtsort-Seiten und viele mehr.
Wie finde ich die betroffenen Seiten?
Im Suchfeld auf der linken Seite gibt man den Suchbegriff so ein: „Vorname Nachname“. Dann klickt man auf Volltext und alle Seiten mit entsprechendem Suchtext werden aufgerufen. Hier sieht man dann schnell, wo auch das Todesjahr Sinn macht oder sogar ein Teil des Artikels angepasst werden muss. Auch hilft das „Werkzeug“ auf der linken Seite sehr gut, um solche Seiten aufzufinden: „Links auf diese Seite“. Somit ist die Wikipedia wieder aktuell in allen Bereichen! Hinweis: bei Eintragung der Kategorie „Gestorben JAHR“ wird der Missbrauchsfilter 49 ausgelöst, was jedoch nicht schlimm ist. Siehe: Spezial:Missbrauchsfilter/49
Dies ist eine Liste von im ersten Quartal 1974 verstorbenen bekannten Persönlichkeiten. Die Einträge erfolgen innerhalb der einzelnen Daten alphabetisch sortiert. Tiere sind im Nekrolog für Tiere zu finden.

## Januar
| Tag        | Name                                  | Beruf, bekannt als                                                                                              | Alter | Beleg |
| ---------- | ------------------------------------- | --- | ----- | ----- |
| 1. Januar  | Leo Brauner                           | deutscher Botaniker                                                                                             | 75    |       |
| 1. Januar  | Anne Bringezu                         | deutsche Politikerin (FDP), MdL                                                                                 | 75    |       |
| 1. Januar  | Jonathan Lowell Butler                | US-amerikanischer Romanist und Italianist                                                                       | ~34   |       |
| 1. Januar  | Pjotr Jemeljanowitsch Nedbailo        | sowjetischer Rechtswissenschaftler und Diplomat                                                                 | 66    |       |
| 1. Januar  | Charles M. Teague                     | US-amerikanischer Politiker                                                                                     | 64    |       |
| 1. Januar  | Fritz Winter                          | deutscher Politiker (FDP), MdL                                                                                  | 74    |       |
| 2. Januar  | Ralph J. Block                        | US-amerikanischer Filmproduzent und Drehbuchautor sowie Präsident der Schauspielergewerkschaft Screen Actors... | 84    |       |
| 2. Januar  | Rudolf Brinckmann                     | deutscher Bankier und Politiker (MdL Schleswig-Holstein)                                                        | 84    |       |
| 2. Januar  | Errett Lobban Cord                    | US-amerikanischer Unternehmer                                                                                   | 79    |       |
| 2. Januar  | Mark Fax                              | US-amerikanischer Komponist und Musikpädagoge                                                                   | 62    |       |
| 2. Januar  | Heinrich Glasmeyer                    | deutscher Politiker (Zentrum, CDU), MdB                                                                         | 80    |       |
| 2. Januar  | Rudolf Grimmer                        | kommunistischer Widerstandskämpfer gegen den Nationalsozialismus                                                | 65    |       |
| 2. Januar  | Erwin Günther                         | deutscher Heimatkünstler (Erzgebirge)                                                                           | 64    |       |
| 2. Januar  | Fernand de Montigny                   | belgischer Fechter und Hockeyspieler                                                                            | 88    |       |
| 2. Januar  | Tex Ritter                            | US-amerikanischer Countrysänger und Schauspieler                                                                | 68    |       |
| 2. Januar  | Clemens Thaer                         | deutscher Mathematikhistoriker                                                                                  | 90    |       |
| 2. Januar  | Wilhelm Tochtermann                   | deutscher Arzt, Psychotherapeut und Lyriker                                                                     | 61    |       |
| 2. Januar  | Robert Wehgartner                     | deutscher Politiker (Bayernpartei, CSU)                                                                         | 64    |       |
| 2. Januar  | Alex Willenberg                       | deutscher Gewerkschafter, Journalist und Politiker (Zentrum), MdB                                               | 76    |       |
| 3. Januar  | Herbert Becker                        | deutscher SS-Gruppenführer und Polizeigeneral                                                                   | 86    |       |
| 3. Januar  | Gino Cervi                            | italienischer Filmschauspieler                                                                                  | 72    |       |
| 3. Januar  | Andre Eckardt                         | deutscher Koreanist und Autor                                                                                   | 89    |       |
| 3. Januar  | Johann Gietler                        | österreichisch-deutscher Polizeibeamter                                                                         | 68    |       |
| 3. Januar  | Carl von Gimborn                      | deutscher Fabrikant                                                                                             | 88    |       |
| 3. Januar  | Paul Kälberer                         | deutscher Maler und Grafiker                                                                                    | 77    |       |
| 3. Januar  | Ernst Sattler                         | deutscher Schauspieler und Hörspielsprecher                                                                     | 86    |       |
| 3. Januar  | Maxim Maximowitsch Schtrauch          | sowjetischer Theater- und Filmschauspieler                                                                      | 73    |       |
| 3. Januar  | Alfred Steinmann                      | Schweizer Ethnologe                                                                                             | 81    |       |
| 3. Januar  | Emmy Surén                            | deutsche Krankenschwester und Hebamme in Namibia                                                                | 100   |       |
| 4. Januar  | Abdul Ghafur Breshna                  | afghanischer Künstler, Komponist, Dichter                                                                       | 66    |       |
| 4. Januar  | Phelim Calleary                       | irischer Politiker (Fianna Fáil)                                                                                | 78    |       |
| 4. Januar  | Otto-Ernst Flick                      | deutscher Unternehmer                                                                                           | 57    |       |
| 4. Januar  | Karl Alfred Hall                      | deutscher Rechtswissenschaftler                                                                                 | 67    |       |
| 4. Januar  | Karel Janeček                         | tschechischer Komponist, Musikpädagoge und -theoretiker                                                         | 70    |       |
| 4. Januar  | Ellef Mohn                            | norwegischer Fußballspieler                                                                                     | 79    |       |
| 4. Januar  | Ahmad Murdschan                       | sudanesischer Musiker und Komponist                                                                             | ≈69   |       |
| 4. Januar  | Renzo Videsott                        | italienischer Alpinist und Umweltschützer                                                                       | 69    |       |
| 5. Januar  | Wolfgang Anheisser                    | deutscher Opernsänger (Bariton)                                                                                 | 44    |       |
| 5. Januar  | Denis William Brogan                  | britischer Schriftsteller und Historiker                                                                        | 73    |       |
| 5. Januar  | Joseph Fassbender                     | deutscher Maler und Grafiker                                                                                    | 70    |       |
| 5. Januar  | Rudolf Hengstenberg                   | deutscher Maler und Graphiker                                                                                   | 79    |       |
| 5. Januar  | Tay Hohoff                            | US-amerikanische Lektorin                                                                                       | 75    |       |
| 5. Januar  | Béla Illés                            | ungarischer Schriftsteller                                                                                      | 78    |       |
| 5. Januar  | Adolfo Janner                         | Schweizer Politiker                                                                                             | 77    |       |
| 5. Januar  | Burkhard Niering                      | deutscher Volkspolizist und Maueropfer                                                                          | 23    |       |
| 5. Januar  | Lew Nikolajewitsch Oborin             | sowjetischer Pianist                                                                                            | 66    |       |
| 5. Januar  | Qian Baocong                          | chinesischer Mathematikhistoriker                                                                               | 81    |       |
| 5. Januar  | Vincent Starrett                      | kanadisch-US-amerikanischer Journalist, Essayist, Schriftsteller und Bibliophiler                               | 87    |       |
| 6. Januar  | Erwin Aders                           | deutscher Maschinenbauingenieur                                                                                 | 92    |       |
| 6. Januar  | David Alfaro Siqueiros                | mexikanischer Maler und Grafiker                                                                                | 77    |       |
| 6. Januar  | Kurt Brasch                           | Kunstsammler | 66    |       |
| 6. Januar  | Ernst Gabriel                         | deutscher Politiker (SPD), MdBB                                                                                 | 72    |       |
| 6. Januar  | Franz Horr                            | österreichischer Politiker (SPÖ), Abgeordneter zum Nationalrat                                                  | 60    |       |
| 6. Januar  | Pjotr Michailowitsch Nikiforow        | russisch-sowjetischer Revolutionär und Politiker                                                                | 91    |       |
| 6. Januar  | Georg Raederscheidt                   | deutscher Pädagoge und Hochschullehrer                                                                          | 90    |       |
| 6. Januar  | Margit Slachta                        | ungarische Ordensgründerin und Politikerin, Mitglied des Parlaments                                             | 89    |       |
| 7. Januar  | Charles Coulson                       | englischer Chemiker und Mathematiker                                                                            | 63    |       |
| 7. Januar  | Georg Eckert                          | deutscher Pädagoge, Historiker und Sozialdemokrat                                                               | 61    |       |
| 7. Januar  | Elsbeth Gropp                         | deutsche Fotografin                                                                                             | 88    |       |
| 7. Januar  | Josef Haslinger                       | österreichischer Politiker (ÖVP), Landtagsabgeordneter                                                          | 84    |       |
| 7. Januar  | Paul Hockarth                         | deutscher Gewerkschaftsfunktionär und Zeitungsverleger (KPD/SED)                                                | 71    |       |
| 7. Januar  | Franz Hörburger                       | österreichischer Lehrer                                                                                         | 91    |       |
| 7. Januar  | Albert Hupperts                       | belgischer Diplomat                                                                                             | 62    |       |
| 7. Januar  | Paul Isenfels                         | deutscher Schauspieler, Schriftsteller und Fotograf                                                             | 86    |       |
| 7. Januar  | Benjamin H. Kline                     | US-amerikanischer Kameramann mit sporadischen Ausflügen zur B-Film-Regie                                        | 79    |       |
| 7. Januar  | Otto Koehler                          | deutscher Zoologe und Ethologe                                                                                  | 84    |       |
| 7. Januar  | William R. Laird                      | US-amerikanischer Politiker                                                                                     | 57    |       |
| 7. Januar  | Paul Schulte                          | deutscher Ordensgeistlicher und Gründer der MIVA                                                                | 78    |       |
| 7. Januar  | Fritz Stückrath                       | deutscher Erziehungswissenschaftler und Psychologe                                                              | 71    |       |
| 8. Januar  | Michael Ryan Patrick Dempsey          | US-amerikanischer Geistlicher, Weihbischof in Chicago                                                           | 55    |       |
| 8. Januar  | Mida Huber                            | österreichische Schriftstellerin und Lyrikerin                                                                  | 93    |       |
| 8. Januar  | Rosa Münch                            | Schweizer Politikerin (SP)                                                                                      | 87    |       |
| 8. Januar  | Jean Wilhelm Pfendt                   | deutscher Opernsänger (Bass)                                                                                    | 73    |       |
| 8. Januar  | Konrat Ziegler                        | deutscher klassischer Philologe                                                                                 | 89    |       |
| 9. Januar  | Erich Fraaß                           | deutscher Maler                                                                                                 | 80    |       |
| 9. Januar  | Heinz Kähler                          | deutscher Klassischer Archäologe                                                                                | 68    |       |
| 9. Januar  | Eitel-Friedrich Kentrat               | deutscher Marineoffizier, U-Bootkommandant im Zweiten Weltkrieg                                                 | 67    |       |
| 9. Januar  | Jan Blahoslav Kozák                   | tschechischer Philosoph und evangelischer Theologe                                                              | 85    |       |
| 9. Januar  | Adalbert Paulsen                      | deutscher Theologe                                                                                              | 84    |       |
| 9. Januar  | Wilhelm Trapp                         | deutscher Widerstandskämpfer gegen den Nationalsozialismus und Interbrigadist                                   | 67    |       |
| 10. Januar | Charles G. Bond                       | US-amerikanischer Jurist und Politiker                                                                          | 96    |       |
| 10. Januar | Henriette Betty Elisabeth Heick       | deutsche Malerin                                                                                                | 95    |       |
| 10. Januar | Eduard Hilger                         | deutscher Unternehmer                                                                                           | 73    |       |
| 10. Januar | Hanns Langendorff                     | deutscher Radiologe und Biologe                                                                                 | 72    |       |
| 10. Januar | Eddie Safranski                       | US-amerikanischer Jazzbassist                                                                                   | 55    |       |
| 10. Januar | Michail Salkind                       | russisch-ukrainisch-stämmiger Filmproduzent                                                                     | 84    |       |
| 10. Januar | Martin Scherber                       | deutscher Komponist                                                                                             | 66    |       |
| 10. Januar | Paul Schroeder                        | deutscher Arzt und Standespolitiker                                                                             | 79    |       |
| 10. Januar | Hermann Vogel                         | deutscher Tiermediziner                                                                                         | 78    |       |
| 11. Januar | Margit Barnay                         | deutsche Stummfilmschauspielerin                                                                                | 77    |       |
| 11. Januar | John R. Barrows                       | US-amerikanischer Hornist                                                                                       | 60    |       |
| 11. Januar | Clotilde von Derp                     | deutsche Tänzerin                                                                                               | 81    |       |
| 11. Januar | Georg Poensgen                        | deutscher Kunsthistoriker                                                                                       | 75    |       |
| 11. Januar | Bohumír Strnadel-Četyna               | tschechischer Schriftsteller                                                                                    | 67    |       |
| 11. Januar | Yamamoto Yūzō                         | japanischer Schriftsteller                                                                                      | 86    |       |
| 12. Januar | Curt-Christian Elster                 | deutscher Sozialpädagoge und Politiker (LDP in der SBZ)                                                         | 71    |       |
| 12. Januar | Ray Hicks                             | britischer Radrennfahrer                                                                                        | 56    |       |
| 12. Januar | Chris Mackintosh                      | britischer Sportler                                                                                             | 70    |       |
| 12. Januar | Nunzio Malasomma                      | italienischer Filmregisseur                                                                                     | 79    |       |
| 12. Januar | Patricia of Connaught                 | Mitglied der britischen Königsfamilie aus dem Haus Sachsen-Coburg und Gotha                                     | 87    |       |
| 12. Januar | Heinrich Schneider                    | deutscher Politiker (NSDAP, FDP/DPS), MdB                                                                       | 66    |       |
| 13. Januar | Ludwig Ferdinand Clauß                | deutscher Psychologe                                                                                            | 81    |       |
| 13. Januar | Charles Finn                          | US-amerikanischer Wasserballspieler                                                                             | 76    |       |
| 13. Januar | Wim Groskamp                          | niederländischer Fußballspieler                                                                                 | 87    |       |
| 13. Januar | Joshua N. Haldeman                    | Chiropraktiker, Pilot und Politiker                                                                             | 71    |       |
| 13. Januar | Fritz Kurt Hauschild                  | deutscher Chemiker, Arzt und Pharmakologe                                                                       | 65    |       |
| 13. Januar | Raoul Jobin                           | kanadischer Sänger und Musikpädagoge                                                                            | 67    |       |
| 13. Januar | Heinz Leinfellner                     | österreichischer Bildhauer                                                                                      | 62    |       |
| 13. Januar | Salvador Novo                         | mexikanischer Autor                                                                                             | 69    |       |
| 13. Januar | Willy Schulz-Demmin                   | deutscher Landschafts- und Bildnismaler, Restaurator                                                            | 81    |       |
| 13. Januar | Karl Sömmer                           | volkstümlicher Kasseler Mundartdichter                                                                          | 88    |       |
| 14. Januar | Luise Meyer-Strasser                  | Schweizer Kunsthandwerkerin und Künstlerin                                                                      | 79    |       |
| 14. Januar | Siegfried Moses                       | deutscher Jurist und Politiker                                                                                  | 86    |       |
| 14. Januar | Udo Müller                            | deutscher Anwalt, Präsident des Landgerichts Dessau-Roßlau und Ministerialbeamter                               | 71    |       |
| 14. Januar | Günther Niethammer                    | deutscher Ornithologe                                                                                           | 65    |       |
| 14. Januar | Richard Petzoldt                      | deutscher Musikwissenschaftler und Musikkritiker                                                                | 66    |       |
| 14. Januar | Hugo Stoltzenberg                     | deutscher Chemiker                                                                                              | 90    |       |
| 14. Januar | Östen Undén                           | schwedischer Jurist und sozialdemokratischer Politiker                                                          | 87    |       |
| 15. Januar | Harold D. Cooley                      | US-amerikanischer Politiker                                                                                     | 76    |       |
| 15. Januar | Kurt Hartrodt                         | deutscher Politiker (SPD), MdA                                                                                  | 82    |       |
| 15. Januar | Charles Rosher                        | britischer Kameramann                                                                                           | 88    |       |
| 15. Januar | Karel Salmon                          | israelischer Sänger und Komponist deutscher Herkunft                                                            | 76    |       |
| 15. Januar | Josef Serlin                          | russisch-israelischer Zionist, Jurist und israelischer Politiker                                                | 67    |       |
| 15. Januar | Nikolai Alexandrowitsch Skworzow      | sowjetischer Politiker                                                                                          | 74    |       |
| 15. Januar | C. O. Slyfield                        | US-amerikanischer Tontechniker und Filmtechnikpionier                                                           | 75    |       |
| 15. Januar | Josef Smrkovský                       | tschechischer Politiker; tschechoslowakischer Parlamentspräsident während des Prager Frühlings                  | 62    |       |
| 16. Januar | Johnny Barfield                       | US-amerikanischer Old-Time- und Country-Musiker                                                                 | 64    |       |
| 16. Januar | Roy Bargy                             | US-amerikanischer Ragtime- und Jazz-Musiker                                                                     | 79    |       |
| 16. Januar | Ruth Berlau                           | dänische Schauspielerin, Regisseurin, Fotografin und Schriftstellerin                                           | 67    |       |
| 16. Januar | Jakob Koenen                          | deutscher Politiker (SPD), MdB                                                                                  | 66    |       |
| 16. Januar | Fred Andrew Seaton                    | US-amerikanischer Politiker                                                                                     | 64    |       |
| 17. Januar | Martin Costa                          | österreichischer Schauspieler und Schriftsteller                                                                | 78    |       |
| 17. Januar | Hans Culeman                          | Niederländischer Schauspieler                                                                                   | 46    |       |
| 17. Januar | Sándor Glancz                         | ungarischer Tischtennisspieler                                                                                  | 65    |       |
| 17. Januar | Gustav Eduard Kafka                   | deutsch-österreichischer Rechts- und Politikwissenschaftler                                                     | 66    |       |
| 17. Januar | Ludwig Leber                          | deutsch-ungarischer Politiker (CDU), MdL Baden-Württemberg                                                      | 70    |       |
| 18. Januar | Friedrich Egen                        | deutscher Jurist                                                                                                | 70    |       |
| 18. Januar | Bill Finger                           | US-amerikanischer Comic-Autor                                                                                   | 59    |       |
| 18. Januar | Rudolf Kalmar junior                  | österreichischer Journalist und Schriftsteller                                                                  | 73    |       |
| 18. Januar | Floyd Rowe Watson                     | US-amerikanischer Akustiker                                                                                     | 101   |       |
| 19. Januar | Wiktor Biegański                      | polnischer Schauspieler, Regisseur und Drehbuchautor                                                            | 81    |       |
| 19. Januar | Paul Desmarteaux                      | kanadischer Schauspieler                                                                                        | 68    |       |
| 19. Januar | Antonio Fernós Isern                  | puerto-ricanischer Politiker                                                                                    | 78    |       |
| 19. Januar | Walther Heydendorff                   | österreichischer k.k. Major, Widerstandskämpfer, Schriftsteller und Genealoge                                   | 85    |       |
| 19. Januar | Franz Nabl                            | österreichischer Schriftsteller                                                                                 | 90    |       |
| 19. Januar | Fritz Schmige                         | deutscher Jurist und Landrat                                                                                    | 93    |       |
| 19. Januar | Albert Wagner                         | deutscher Verwaltungsbeamter und Politiker (SPD), MdL, hessischer Staatsminister                                | 88    |       |
| 20. Januar | Henry Almén                           | schwedischer Fußballspieler                                                                                     | 77    |       |
| 20. Januar | Edmund Blunden                        | englischer Dichter                                                                                              | 77    |       |
| 20. Januar | Letizia Bonini                        | italienische Schauspielerin                                                                                     | 71    |       |
| 20. Januar | Ernst Ludwig Dietrich                 | deutscher evangelischer Landesbischof von Nassau-Hessen                                                         | 76    |       |
| 20. Januar | John H. Hilldring                     | US-amerikanischer General                                                                                       | 78    |       |
| 20. Januar | Johanna Langefeld                     | deutsche Oberaufseherin im KZ Ravensbrück                                                                       | 73    |       |
| 20. Januar | Hermann Mannheim                      | deutsch-britischer Kriminologe                                                                                  | 84    |       |
| 20. Januar | Adolf Müller                          | deutscher Verwaltungsjurist, Ministerialbeamter und Politiker                                                   | 87    |       |
| 20. Januar | Karl von Oven                         | deutscher Offizier, General der Infanterie im Heer der Wehrmacht                                                | 85    |       |
| 20. Januar | Hermann Weyland                       | deutscher Paläobotaniker                                                                                        | 85    |       |
| 20. Januar | Heinrich Wichelmann                   | deutscher Politiker (SPD), MdHB und Journalist                                                                  | 81    |       |
| 21. Januar | Arnaud Denjoy                         | französischer Mathematiker                                                                                      | 90    |       |
| 21. Januar | Mervyn Griffiths                      | walisischer Fußballschiedsrichter                                                                               | 65    |       |
| 21. Januar | Eleanora Knopf                        | US-amerikanische Geologin                                                                                       | 90    |       |
| 21. Januar | Hans Lauda                            | österreichischer Industrieller                                                                                  | 77    |       |
| 21. Januar | Ulrich von Mylius                     | deutscher Landrat im Kreis Jülich (1933–1945)                                                                   | 77    |       |
| 21. Januar | Lewis Strauss                         | US-amerikanischer Politiker (Republikanische Partei), Geschäftsmann, Bankier und Offizier der US Navy           | 77    |       |
| 21. Januar | Benno Voelkner                        | deutscher Schriftsteller                                                                                        | 73    |       |
| 22. Januar | Nils Mattias Andersson                | schwedisch-samischer Rentierhalter und Joiker                                                                   | 91    |       |
| 22. Januar | Eugeniusz Arct                        | polnischer Maler und Hochschullehrer                                                                            | 74    |       |
| 22. Januar | Anton Largiadèr                       | Schweizer Historiker                                                                                            | 80    |       |
| 22. Januar | Wilhelm Schöneck                      | deutscher Jurist und Regierungspräsident                                                                        | 71    |       |
| 22. Januar | Antanas Sniečkus                      | litauischer Politiker                                                                                           | 71    |       |
| 23. Januar | Hjalmart Andersen                     | dänischer Turner                                                                                                | 74    |       |
| 23. Januar | Alfred Buntru                         | tschechischer Hochschullehrer                                                                                   | 87    |       |
| 23. Januar | Helmuth Kahl                          | deutscher Moderner Fünfkämpfer                                                                                  | 72    |       |
| 23. Januar | Artur Kaps                            | österreichischer Theaterdirektor und Autor                                                                      | 61    |       |
| 23. Januar | Felix Kuen                            | österreichischer Bergsteiger                                                                                    | 37    |       |
| 23. Januar | Arthur Rose                           | deutscher Maler und Grafiker                                                                                    | 82    |       |
| 23. Januar | Alma Taylor                           | britische Schauspielerin                                                                                        | 79    |       |
| 23. Januar | Eduard Wandrey                        | deutscher Schauspieler und Synchronsprecher                                                                     | 74    |       |
| 24. Januar | Don Fagerquist                        | US-amerikanischer Jazzmusiker                                                                                   | 46    |       |
| 24. Januar | Erik Høst-Madsen                      | dänischer Apotheker                                                                                             | 91    |       |
| 24. Januar | Helene Elisabeth von Isenburg         | Präsidentin des Vereins Stille Hilfe für Kriegsgefangene                                                        | 73    |       |
| 24. Januar | Eberhard Keindorff                    | deutscher Theaterschauspieler und Drehbuchautor                                                                 | 71    |       |
| 24. Januar | Arnold Röhrling                       | österreichischer Komponist                                                                                      | 80    |       |
| 24. Januar | Josef Walter                          | deutscher Politiker (SPD), MdL                                                                                  | 73    |       |
| 25. Januar | Bernhard Bahnschulte                  | deutscher Heimatforscher                                                                                        | 79    |       |
| 25. Januar | Joachim Caesar                        | deutscher Agrarwissenschaftler, SS-Führer und Leiter der landwirtschaftlichen Betriebe im KZ Auschwitz          | 72    |       |
| 25. Januar | Hanns Kobinger                        | österreichischer Maler und Grafiker                                                                             | 81    |       |
| 25. Januar | Artur Lehmann                         | deutscher Politiker (KPD/SED) und Gewerkschafter                                                                | 78    |       |
| 25. Januar | James Pope-Hennessy                   | britischer Journalist und Schriftsteller                                                                        | 57    |       |
| 25. Januar | Josef Raffeiner                       | italienischer Politiker (Südtirol)                                                                              | 79    |       |
| 25. Januar | Irma Silzer                           | österreichische literarische Übersetzerin                                                                       | 79    |       |
| 26. Januar | Joe Benjamin                          | US-amerikanischer Jazzbassist                                                                                   | 54    |       |
| 26. Januar | Ranulf Compton                        | US-amerikanischer Politiker                                                                                     | 95    |       |
| 26. Januar | Thomas Whitfield Davidson             | US-amerikanischer Jurist und Politiker                                                                          | 97    |       |
| 26. Januar | Wilhelm Adam Lulay                    | deutscher Politiker (CDU), MdB                                                                                  | 72    |       |
| 26. Januar | Julius Patzak                         | österreichischer Opern- und Liedsänger (Tenor)                                                                  | 75    |       |
| 26. Januar | Robert Potonié                        | deutscher Paläobotaniker                                                                                        | 84    |       |
| 26. Januar | Archie Semple                         | schottischer Jazzmusiker                                                                                        | 45    |       |
| 26. Januar | Siegfried von Vegesack                | deutscher Schriftsteller                                                                                        | 85    |       |
| 26. Januar | Wiktor Łabuński                       | polnisch-amerikanischer Komponist, Pianist und Musikpädagoge                                                    | 78    |       |
| 27. Januar | Pawel Michailowitsch Bermondt-Awaloff | russischer Offizier und Befehlshaber der Westrussischen Befreiungsarmee                                         | 96    |       |
| 27. Januar | Richard Bott                          | deutscher Zoologe                                                                                               | 71    |       |
| 27. Januar | Leo Geyr von Schweppenburg            | deutscher General der Panzertruppe im Zweiten Weltkrieg                                                         | 87    |       |
| 27. Januar | Richard Gregg                         | US-amerikanischer Sozialphilosoph                                                                               | 88    |       |
| 27. Januar | Georgios Grivas                       | griechisch-zypriotischer Widerstandskämpfer und Anführer der EOKA                                               | 75    |       |
| 27. Januar | Walter Grüters                        | deutscher Schauspieler, Hörspielsprecher und -regisseur                                                         | 74    |       |
| 27. Januar | Paula Ludwig                          | österreichische Schriftstellerin und Malerin                                                                    | 74    |       |
| 27. Januar | Harald Mandt                          | deutscher Versicherungsmanager                                                                                  | 85    |       |
| 27. Januar | Giuseppe Moro                         | italienischer Fußballspieler                                                                                    | 53    |       |
| 27. Januar | Rudolf Zankl                          | deutscher Angestellter und Politiker (SPD), MdL Bayern                                                          | 53    |       |
| 27. Januar | Carlo Zinelli                         | italienischer Maler                                                                                             | 57    |       |
| 28. Januar | Ed Allen                              | US-amerikanischer Jazz-Trompeter                                                                                | 76    |       |
| 28. Januar | Richard Freund                        | österreichischer Arbeiter und Politiker (SPÖ), Abgeordneter zum Nationalrat, Mitglied des Bundesrates           | 82    |       |
| 28. Januar | Eleazar Huerta                        | chilenischer Romanist und Hispanist spanischer Herkunft                                                         | 70    |       |
| 28. Januar | Richard Kramer                        | deutscher Politiker (KPD)                                                                                       | 78    |       |
| 28. Januar | Siegmund Schermer                     | deutscher Veterinärmediziner und Professor an der Universität Göttingen                                         | 87    |       |
| 29. Januar | Dillon Anderson                       | US-amerikanischer Politiker und Jurist                                                                          | 67    |       |
| 29. Januar | Martynas Anysas                       | litauischer Jurist, Historiker und Diplomat                                                                     | 78    |       |
| 29. Januar | Klaus Dieter Arndt                    | deutscher Politiker (SPD), MdA, MdB, MdEP                                                                       | 46    |       |
| 29. Januar | Herbert Ernest Bates                  | englischer Schriftsteller                                                                                       | 68    |       |
| 29. Januar | Carl-Anton Schaefer                   | deutscher Politiker (GB/BHE, CDU), MdL                                                                          | 83    |       |
| 29. Januar | Jules Wabbes                          | belgischer Industriedesigner                                                                                    | 54    |       |
| 29. Januar | Rudolf Wulfertange                    | deutscher Schriftsteller, Maler und Bildhauer                                                                   | 9     |       |
| 30. Januar | Frida Hockauf                         | deutsche Weberin und Aktivistin, MdV (SED)                                                                      | 70    |       |
| 30. Januar | Nils Molander                         | schwedischer Eishockeyspieler                                                                                   | 84    |       |
| 30. Januar | Fred Ponedel                          | US-amerikanischer Filmtechnikpionier                                                                            | 60    |       |
| 30. Januar | Olav Roots                            | estnischer Pianist und Dirigent                                                                                 | 63    |       |
| 30. Januar | Bernhard Wirtgen                      | deutscher Historiker und Archivar                                                                               | 62    |       |
| 31. Januar | Pedro Benítez                         | paraguayischer Fußballspieler                                                                                   | 73    |       |
| 31. Januar | Samuel Goldwyn                        | US-amerikanischer Filmproduzent                                                                                 | 94    |       |
| 31. Januar | Jimmy Hogan                           | englischer Fußballspieler und -trainer                                                                          | 91    |       |
| 31. Januar | Hermann Hundt                         | deutscher Künstler und Mitglied der Künstlergruppe „Das Junge Rheinland“                                        | 79    |       |
| 31. Januar | Glenn Morris                          | US-amerikanischer Leichtathlet                                                                                  | 61    |       |
| 31. Januar | August Sonnefeld                      | deutscher Mitarbeiter von Carl Zeiss, Leiter der Abteilung Astrooptik                                           | 87    |       |
| 31. Januar | Eemeli Väre                           | finnischer Ringer                                                                                               | 88    |       |
| Januar     | Joseph Seiden                         | US-amerikanischer Regisseur und Produzent des jiddischen Films                                                  | 81    |       |
| Januar     | Dave Yaras                            | US-amerikanischer Mafioso                                                                                       |       |       |

## Februar
| Tag         | Name                             | Beruf, bekannt als                                                                                              | Alter | Beleg |
| ----------- | -------------------------------- | --- | ----- | ----- |
| 1. Februar  | Ewart Horsfall                   | britischer Ruderer                                                                                              | 81    |       |
| 1. Februar  | Robert Reisner                   | US-amerikanischer Kunsthistoriker und Jazzautor                                                                 | 53    |       |
| 1. Februar  | Willi Sohm                       | österreichischer Kameramann                                                                                     | 60    |       |
| 1. Februar  | Abram Onkgopotse Tiro            | südafrikanischer Aktivist                                                                                       | 26    |       |
| 2. Februar  | Jean Absil                       | belgischer Komponist, Organist und Musikpädagoge                                                                | 80    |       |
| 2. Februar  | Hans Besold                      | deutscher Elektrotechniker                                                                                      | 80    |       |
| 2. Februar  | Marieluise Fleißer               | deutsche Schriftstellerin, Dramatikerin und Erzählerin                                                          | 72    |       |
| 2. Februar  | Imre Lakatos                     | ungarischer Mathematiker, Physiker und Wissenschaftsphilosoph                                                   | 51    |       |
| 2. Februar  | Alois Mengele                    | deutscher Unternehmer                                                                                           | 60    |       |
| 2. Februar  | Frank Messervy                   | britischer General, erster Oberbefehlshaber der Pakistan Army                                                   | 80    |       |
| 2. Februar  | Juan de Orduña                   | spanischer Schauspieler und Regisseur                                                                           | 73    |       |
| 3. Februar  | Charlotte Bühler                 | deutsche Psychologin                                                                                            | 80    |       |
| 3. Februar  | Erhart Kästner                   | deutscher Schriftsteller und Bibliothekar                                                                       | 69    |       |
| 3. Februar  | Curt Herbert Richter             | deutscher Zithersolist und Komponist                                                                            | 75    |       |
| 4. Februar  | Robert Baravalle                 | österreichischer Historiker und Burgenforscher                                                                  | 82    |       |
| 4. Februar  | Satyendranath Bose               | indischer Physiker                                                                                              | 80    |       |
| 4. Februar  | Jakob Wilhelm Fehrle             | deutscher Maler, Zeichner und Bildhauer                                                                         | 89    |       |
| 4. Februar  | Adolfas Jucys                    | litauischer Physiker                                                                                            | 69    |       |
| 4. Februar  | Ozaki Kihachi                    | japanischer Schriftsteller                                                                                      | 82    |       |
| 4. Februar  | Henry T. Rowell                  | US-amerikanischer Klassischer Philologe und Althistoriker                                                       | 69    |       |
| 4. Februar  | Max zu Schaumburg-Lippe          | deutsch-österreichischer Automobilrennfahrer                                                                    | 75    |       |
| 4. Februar  | Josef Zumbühl                    | Schweizer Politiker                                                                                             | 90    |       |
| 5. Februar  | Sigmund Durst                    | deutscher Sportjournalist                                                                                       | 69    |       |
| 5. Februar  | Dan Edward Garvey                | US-amerikanischer Politiker                                                                                     | 87    |       |
| 5. Februar  | Maximilian Geiger                | deutscher Bankmanager                                                                                           | 77    |       |
| 5. Februar  | Johann Hattmannsdorfer           | österreichischer Landwirt und Politiker (ÖVP), Abgeordneter zum Nationalrat                                     | 64    |       |
| 5. Februar  | Hans Kafka                       | österreichischer Journalist, Schriftsteller und Drehbuchautor                                                   | 71    |       |
| 5. Februar  | Mestre Bimba                     | brasilianischer Capoeirista                                                                                     | 74    |       |
| 6. Februar  | Josef Breitenbaumer              | österreichischer Politiker (SPÖ), oberösterreichischer Landtagsabgeordneter                                     | 80    |       |
| 6. Februar  | Otto Ebel von Sosen              | deutscher Musiker, Komponist und Dirigent                                                                       | 74    |       |
| 6. Februar  | Dixie Willson                    | US-amerikanische Autorin                                                                                        | 83    |       |
| 7. Februar  | Walter Hämer                     | deutscher Architekt                                                                                             | 74    |       |
| 7. Februar  | Carl Haslinger                   | österreichischer Sänger, Liederautor und Conferencier                                                           | 81    |       |
| 7. Februar  | Sigurd Johannessen               | norwegischer Turner                                                                                             | 90    |       |
| 7. Februar  | Arline Judge                     | US-amerikanische Schauspielerin                                                                                 | 61    |       |
| 7. Februar  | Frank M. Masters                 | US-amerikanischer Brückenbau-Ingenieur                                                                          | 90    |       |
| 7. Februar  | Emil Müller                      | Schweizer Politiker (SP) und Architekt                                                                          | 80    |       |
| 7. Februar  | Mary Helene Spennert             | finnische Schauspielerin und Sängerin                                                                           | 73    |       |
| 7. Februar  | Vivi Svendsen                    | dänische Schauspielerin                                                                                         | 67    |       |
| 7. Februar  | Manfred Szadrowsky               | Schweizer Sprachwissenschafter                                                                                  | 87    |       |
| 8. Februar  | Fern Andra                       | US-amerikanische Schauspielerin, Regisseurin, Drehbuchautorin und Filmproduzentin                               | 80    |       |
| 8. Februar  | Peter Betz                       | deutscher SS-Hauptscharführer im KZ Dachau                                                                      | 60    |       |
| 8. Februar  | Franco Caprioli                  | italienischer Comiczeichner                                                                                     | 61    |       |
| 8. Februar  | Enrique Gutiérrez                | chilenischer Fußballspieler                                                                                     | 82    |       |
| 8. Februar  | Otto Kreitz                      | deutscher Politiker                                                                                             | 85    |       |
| 8. Februar  | Eberhard Lutze                   | deutscher Kulturabteilungsleiter                                                                                | 66    |       |
| 8. Februar  | Alexander Mohr                   | deutscher Maler                                                                                                 | 81    |       |
| 8. Februar  | Herbert Pardo                    | deutscher Jurist und Politiker (SPD), MdHB                                                                      | 86    |       |
| 8. Februar  | Raymond Albert Wheeler           | US-amerikanischer Generalleutnant der US Army                                                                   | 88    |       |
| 8. Februar  | Fritz Zwicky                     | Schweizer Physiker und Astronom                                                                                 | 75    |       |
| 9. Februar  | Amund Dietzel                    | US-amerikanischer Tätowierer                                                                                    | 82    |       |
| 9. Februar  | Wilhelm Groß                     | deutscher Bildhauer, Druckgraphiker und evangelischer Prediger                                                  | 91    |       |
| 9. Februar  | Arnošt Kreuz                     | tschechoslowakischer Fußballspieler                                                                             | 63    |       |
| 9. Februar  | Mochida Moriji                   | japanischer Kendōka                                                                                             | 89    |       |
| 9. Februar  | Henrik Samuel Nyberg             | schwedischer Orientalist                                                                                        | 84    |       |
| 10. Februar | Hans Faust                       | preußischer Verwaltungsjurist und Landrat                                                                       | 79    |       |
| 10. Februar | Silas McLellan                   | kanadischer Marathonläufer                                                                                      | 76    |       |
| 10. Februar | Chester Earl Merrow              | US-amerikanischer Politiker                                                                                     | 67    |       |
| 10. Februar | Jan Plantaz                      | niederländischer Radrennsportler                                                                                | 43    |       |
| 10. Februar | David W. Stewart                 | US-amerikanischer Politiker (Republikanische Partei)                                                            | 87    |       |
| 11. Februar | Otto Fischer                     | deutscher KPD-Funktionär, Sekretär der Gruppe Ulbricht                                                          | 67    |       |
| 11. Februar | Hilda Gadea                      | peruanische Wirtschaftswissenschaftlerin und Autorin                                                            | 48    |       |
| 11. Februar | Albert Herold                    | deutscher Maler und Grafiker                                                                                    | 79    |       |
| 11. Februar | Alfred Keller                    | deutscher Generaloberst der Luftwaffe im Zweiten Weltkrieg                                                      | 91    |       |
| 11. Februar | Hugo Körte                       | deutscher Kunstlehrer und Künstler                                                                              | 76    |       |
| 11. Februar | Anna Q. Nilsson                  | schwedische Stummfilmschauspielerin                                                                             | 85    |       |
| 11. Februar | Wladimir Iwanowitsch Smirnow     | russisch-sowjetischer Mathematiker                                                                              | 86    |       |
| 11. Februar | Səttar Əsədov                    | aserbaidschanischer Zoologe mit dem Fachgebiet der Helminthologie                                               | 63    |       |
| 12. Februar | Willy Bokler                     | deutscher Geistlicher                                                                                           | 64    |       |
| 12. Februar | Jelisaweta Drabkina              | sowjetische Revolutionärin, Hochschullehrerin und Schriftstellerin                                              | 72    |       |
| 12. Februar | Hans Gött                        | deutscher Maler und Grafiker                                                                                    | 90    |       |
| 12. Februar | Peter P. Kahane                  | österreichischstämmiger israelischer Klassischer Archäologe                                                     | 69    |       |
| 12. Februar | Hanns Meinke                     | deutscher Dichter und Volksschullehrer                                                                          | 89    |       |
| 12. Februar | Willy Meller                     | deutscher Bildhauer                                                                                             | 86    |       |
| 13. Februar | Adolf Arndt                      | deutscher Politiker (SPD), MdB                                                                                  | 69    |       |
| 13. Februar | Amir Khan                        | indischer Sänger                                                                                                | 61    |       |
| 13. Februar | Petar Lubarda                    | jugoslawischer Maler                                                                                            | 66    |       |
| 13. Februar | Leslie Munro                     | neuseeländischer Politiker, Diplomat und Journalist                                                             | 72    |       |
| 13. Februar | Gregorio Orozco                  | mexikanischer Fußballspieler und Funktionär                                                                     | 84    |       |
| 13. Februar | Charles-Edmond Perrin            | französischer Historiker                                                                                        | 86    |       |
| 13. Februar | Reuben Phillips                  | US-amerikanischer Jazzmusiker                                                                                   |       |       |
| 13. Februar | Moritz Schrauf                   | deutscher Benediktiner und Theologe                                                                             | 82    |       |
| 13. Februar | Oskar Suffert                    | deutscher Philologe, Museumsdirektor und Naturschutzbeauftragter                                                | 81    |       |
| 14. Februar | Abd al-Aziz az-Zubi              | israelisch-arabischer Politiker                                                                                 | 48    |       |
| 14. Februar | Ernst Bargheer                   | deutscher Pädagoge                                                                                              | 81    |       |
| 14. Februar | Erich Domaschk                   | deutscher Offizier und Widerstandskämpfer gegen den Nationalsozialismus                                         | 65    |       |
| 14. Februar | Hans Duncker                     | deutscher Politiker (DP, CDU), MdHB                                                                             | 69    |       |
| 14. Februar | Max Fettling                     | deutscher Gewerkschafter, Opfer des Stalinismus                                                                 | 66    |       |
| 14. Februar | Gustav Halswick                  | deutscher Polizist                                                                                              | 71    |       |
| 14. Februar | Erna Honigberger                 | deutsche Violinistin                                                                                            | 79    |       |
| 14. Februar | Kurt Horwitz                     | deutscher Schauspieler                                                                                          | 76    |       |
| 14. Februar | John Newman                      | britischer Hochspringer                                                                                         | 57    |       |
| 14. Februar | Srikrishna Narayan Ratanjankar   | indischer Sänger, Musikwissenschaftler und -pädagoge                                                            | 74    |       |
| 14. Februar | Halfdan Schjøtt                  | norwegischer Segler                                                                                             | 80    |       |
| 14. Februar | Wilhelm Schmidt                  | deutscher Zoologe                                                                                               | 89    |       |
| 14. Februar | Wilhelm Schumann                 | deutscher Politiker (KPD)                                                                                       | 78    |       |
| 14. Februar | Arthur Suhle                     | deutscher Numismatiker                                                                                          | 75    |       |
| 14. Februar | Irene Barnes Taeuber             | US-amerikanische Demografin                                                                                     | 67    |       |
| 14. Februar | Olga Anissimowna Worobjowa       | sowjetische Petrographin                                                                                        | 71    |       |
| 15. Februar | Conel Hugh O’Donel Alexander     | britischer Schachmeister                                                                                        | 64    |       |
| 15. Februar | Kurt Atterberg                   | schwedischer Komponist, Dirigent und Musikkritiker                                                              | 86    |       |
| 15. Februar | Frederick McCarthy               | kanadischer Radsportler                                                                                         | 92    |       |
| 15. Februar | Willy Schmelcher                 | deutscher Bauingenieur und Politiker (NSDAP), MdR, Generalleutnant der Polizei sowie SS- und Polizeiführer      | 79    |       |
| 15. Februar | George W. Snedecor               | US-amerikanischer Statistiker, Erfinder der F-Verteilung                                                        | 92    |       |
| 15. Februar | Walter Stuhlfath                 | deutscher Historiker und Geograph                                                                               | 86    |       |
| 15. Februar | Cyrille Van Hauwaert             | belgischer Radrennfahrer                                                                                        | 90    |       |
| 16. Februar | Gunnar Berg                      | deutscher Internist und Nationalsozialist schwedischer Herkunft                                                 | 66    |       |
| 16. Februar | John C. Garand                   | kanadisch-amerikanischer Waffenhersteller                                                                       | 86    |       |
| 16. Februar | Ernst Gerspach                   | Schweizer Zehnkämpfer                                                                                           | 76    |       |
| 16. Februar | Horace Kallen                    | jüdisch-amerikanischer Philosoph                                                                                | 91    |       |
| 16. Februar | Curt Lahr                        | deutscher hoher Landesbediensteter, Leiter der Sächsischen Staatskanzlei und Präsident des Sächsischen Spark... | 76    |       |
| 16. Februar | Waldemar Magunia                 | deutscher Politiker (NSDAP), MdR, MdL, SA-Führer, Generalkommissar in Kiew                                      | 71    |       |
| 16. Februar | Alfred Mazure                    | niederländischer Autor und Comiczeichner                                                                        | 59    |       |
| 16. Februar | Hermann Paltinat                 | deutscher Politiker (NSDAP), MdR, MdL, NS-Funktionär und SA-Führer                                              | 68    |       |
| 16. Februar | Paul Struye                      | belgischer Senatspräsident, Justizminister und Hochschullehrer                                                  | 77    |       |
| 16. Februar | Lew Wyld                         | britischer Radrennfahrer                                                                                        | 68    |       |
| 17. Februar | Jack Cole                        | US-amerikanischer Tänzer und Choreograf                                                                         | 62    |       |
| 17. Februar | Ralph W. Gerard                  | US-amerikanischer Physiologe                                                                                    | 73    |       |
| 17. Februar | Max Hünninghaus                  | deutscher Kreisbauernführer und Politiker (FDP), MdL                                                            | 88    |       |
| 17. Februar | Hilde Kramer-Fitzgerald          | deutsche Vertreterin der Arbeiterbewegung und britische Sozialarbeitswissenschaftlerin                          | 73    |       |
| 17. Februar | Albert Lück                      | deutscher Bauunternehmer                                                                                        | 86    |       |
| 17. Februar | Karl Silbereisen                 | deutscher Chemiker                                                                                              | 72    |       |
| 18. Februar | Oliver Bulman                    | britischer Paläontologe                                                                                         | 71    |       |
| 18. Februar | Ingo Findenegg                   | österreichischer Limnologe                                                                                      | 78    |       |
| 18. Februar | Khosrow Golsorkhi                | iranischer Journalist, Dichter, kommunistischer Aktivist                                                        | 30    |       |
| 18. Februar | Thomas Harris                    | irischer Politiker (Fianna Fáil)                                                                                |       |       |
| 18. Februar | Manuel Apolinario Odría Amoretti | Militärherrscher Perus (1948–1956)                                                                              | 76    |       |
| 18. Februar | Fritz Reinhard                   | deutscher Ingenieur und Manager der Bimsindustrie                                                               | 84    |       |
| 18. Februar | Helene Scholz-Zelezny            | österreichische Bildhauerin und Medailleurin                                                                    | 91    |       |
| 18. Februar | Bernard Voorhoof                 | belgischer Fußballspieler                                                                                       | 63    |       |
| 19. Februar | John Willis Ambrose              | kanadischer Geologe                                                                                             | 69    |       |
| 19. Februar | Anton Lippe                      | österreichischer katholischer Priester und Domkapellmeister                                                     | 68    |       |
| 19. Februar | Louis Mesenkop                   | US-amerikanischer Filmtechniker und Spezialeffektekünstler                                                      | 71    |       |
| 19. Februar | Hermine Stindt                   | deutsche Schwimmerin                                                                                            | 86    |       |
| 20. Februar | Ernst Henke                      | deutscher Jurist und Unternehmens-Manager                                                                       | 92    |       |
| 20. Februar | Matilde Hidalgo                  | ecuadorianische Ärztin, Politikerin und Frauenrechtlerin                                                        | 84    |       |
| 20. Februar | David Monrad Johansen            | norwegischer Komponist und Musikkritiker                                                                        | 85    |       |
| 20. Februar | Lothar Gottlieb Tirala           | österreichischer Mediziner, Zoologe, Hochschullehrer und Rassenhygieniker                                       | 87    |       |
| 21. Februar | Francesco Balsimelli             | san-marinesischer Politiker, Historiker und Schriftsteller                                                      | 80    |       |
| 21. Februar | Karl Barthel                     | deutscher KPD- und SED-Funktionär, MdR                                                                          | 66    |       |
| 21. Februar | Emil Buchta                      | deutscher Hochschulprofessor für organische Chemie                                                              | 63    |       |
| 21. Februar | Albert Dubuisson                 | belgischer Radrennfahrer                                                                                        | 65    |       |
| 21. Februar | Robert Heiß                      | deutscher Philosoph und Psychologe                                                                              | 71    |       |
| 21. Februar | Tim Horton                       | kanadischer Eishockeyspieler und Unternehmer                                                                    | 44    |       |
| 21. Februar | Max Kiefer                       | deutscher Architekt, Bauleiter, SS-Führer und Verurteilter der Nürnberger Prozesse                              | 84    |       |
| 21. Februar | Wilhelm Mauer                    | deutscher Politiker (KPD), Abgeordneter des Landtags des Volksstaates Hessen in der Weimarer Republik           | 70    |       |
| 21. Februar | Laljo Pontschew                  | bulgarischer Autor                                                                                              | 76    |       |
| 21. Februar | Franz von Tattenbach             | deutscher Botschafter                                                                                           | 77    |       |
| 21. Februar | Marcus Niebuhr Tod               | britischer Epigraphiker                                                                                         | 95    |       |
| 22. Februar | Samuel Byck                      | US-amerikanischer Flugzeugentführer                                                                             | 44    |       |
| 22. Februar | José María Elorrieta             | spanischer Filmregisseur und Drehbuchautor                                                                      | 53    |       |
| 22. Februar | Ōasa Yūji                        | japanischer Kendoka                                                                                             | 87    |       |
| 23. Februar | Hans Bernd Gisevius              | deutscher Beamter, Widerstandskämpfer des 20. Juli 1944 und Autor                                               | 69    |       |
| 23. Februar | William F. Knowland              | US-amerikanischer Politiker                                                                                     | 65    |       |
| 23. Februar | Hugo Möhl                        | deutscher Kunstmaler                                                                                            | 80    |       |
| 23. Februar | Aarne Reini                      | finnischer Ringer                                                                                               | 67    |       |
| 23. Februar | Harry Ruby                       | US-amerikanischer Drehbuchautor, Komponist und Texter                                                           | 79    |       |
| 23. Februar | George Van Biesbroeck            | US-amerikanischer Astronom                                                                                      | 94    |       |
| 24. Februar | Martin Armstrong                 | britischer Schriftsteller, Dichter, Herausgeber und Journalist                                                  | 91    |       |
| 24. Februar | Erich Nassau                     | deutscher Kinderarzt                                                                                            | 85    |       |
| 24. Februar | Robert Adolf Stemmle             | deutscher Autor, Regisseur und Filmproduzent                                                                    | 70    |       |
| 24. Februar | Wolfgang von Weisl               | zionistischer Aktivist                                                                                          | 77    |       |
| 25. Februar | Frank Assunto                    | US-amerikanischer Bandleader und Trompeter des Dixieland Jazz                                                   | 42    |       |
| 25. Februar | Richard Biebl                    | österreichischer Botaniker und Pflanzenphysiologe                                                               | 66    |       |
| 25. Februar | Julian Dash                      | US-amerikanischer Jazzmusiker                                                                                   | 57    |       |
| 25. Februar | Herman David                     | englischer Tennisspieler und -funktionär                                                                        | 68    |       |
| 25. Februar | Hans Fischer                     | Schweizer Politiker (CSP)                                                                                       | 73    |       |
| 25. Februar | Milton Soares Gomes dos Santos   | brasilianischer Komponist                                                                                       | 57    |       |
| 25. Februar | Lothar Mendes                    | deutscher Filmregisseur                                                                                         | 79    |       |
| 25. Februar | Rudolf Spolders                  | deutscher Manager in der Energiewirtschaft                                                                      | 76    |       |
| 25. Februar | Hossein Tehrani                  | iranischer Musiker und Tonbak-Spieler                                                                           | ≈62   |       |
| 25. Februar | Walter Wodak                     | österreichischer Diplomat                                                                                       | 65    |       |
| 26. Februar | Hans Büssow                      | deutscher Psychiater und Hochschullehrer                                                                        | 70    |       |
| 26. Februar | Robert Emil Caro                 | deutscher Metallindustrieller                                                                                   | 88    |       |
| 26. Februar | Margaret Gomm                    | britische Schwimmerin                                                                                           | 52    |       |
| 26. Februar | Hendrika Johanna van Leeuwen     | niederländische Physikerin                                                                                      | 86    |       |
| 26. Februar | Edward G. Robinson junior        | US-amerikanischer Schauspieler                                                                                  | 40    |       |
| 27. Februar | Anders Brems                     | dänischer Sänger (Tenor), Klarinettist und Musikpädagoge                                                        | 96    |       |
| 27. Februar | Ad Dekkers                       | niederländischer Bildhauer                                                                                      | 35    |       |
| 27. Februar | Nina Georgijewna Romanowa        | russische Adelige, Mitglied des Hauses Romanow-Holstein-Gottorp                                                 | 72    |       |
| 27. Februar | Robert Scheuch                   | österreichischer Politiker (VdU, FPÖ), Abgeordneter zum Nationalrat                                             | 77    |       |
| 28. Februar | Gunnar Asther                    | schwedischer Segler                                                                                             | 81    |       |
| 28. Februar | Russell Harlan                   | US-amerikanischer Kameramann                                                                                    | 70    |       |
| 28. Februar | Friedrich-Karl Hartmann          | deutscher Forstwissenschaftler                                                                                  | 76    |       |
| 28. Februar | Carlos Keller Rueff              | Chefideologe der Nationalsozialistischen Bewegung Chiles                                                        | 77    |       |
| 28. Februar | Magdalene von Tiling             | deutsche Religionspädagogin, Politikerin (DNVP), MdR, Schriftstellerin                                          | 96    |       |
| Februar     | Paul Barth                       | Schweizer Degenfechter                                                                                          | 52    |       |
| Februar     | Friedrich Gäbel                  | deutscher Pressezeichner, Illustrator und Karikaturist                                                          |       |       |
| Februar     | Theo Gundermann                  | deutscher Kommunalpolitiker (SPD/SED)                                                                           | 69    |       |
| Februar     | Henry Johnson                    | US-amerikanischer Bluesmusiker                                                                                  | 65    |       |

## März
| Tag      | Name                               | Beruf, bekannt als                                                                                              | Alter | Beleg |
| -------- | ---------------------------------- | --- | ----- | ----- |
| 1. März  | Josef Albrecht                     | österreichischer Lehrer und Paläontologe                                                                        | 85    |       |
| 1. März  | Richard Bahlmann                   | deutscher Politiker (FDP), MdL                                                                                  | 86    |       |
| 1. März  | Agnes Geraghty                     | US-amerikanische Schwimmerin                                                                                    | 66    |       |
| 1. März  | Merritt B. Gerstad                 | US-amerikanischer Kameramann                                                                                    | 73    |       |
| 1. März  | Nathan Handwerker                  | polnisch-amerikanischer Unternehmer                                                                             | 81    |       |
| 1. März  | Heinrich van de Sandt              | deutscher Politiker (Zentrum, NSDAP), MdR                                                                       | 74    |       |
| 1. März  | Ludwig Söll                        | deutscher Romanist und Sprachwissenschaftler                                                                    | 42    |       |
| 1. März  | Tanaka Kōtarō                      | japanischer Jurist und Richter am Internationalen Gerichtshof                                                   | 83    |       |
| 1. März  | Ken Ross                           | australischer Radrennfahrer                                                                                     | 73    |       |
| 1. März  | Bobby Timmons                      | US-amerikanischer Jazzpianist und Komponist                                                                     | 38    |       |
| 2. März  | Pius Hollenstein                   | österreichischer Turner                                                                                         | 66    |       |
| 2. März  | Hildegard Jäckel                   | deutsche Fotografin                                                                                             | 70    |       |
| 2. März  | Salvador Puig Antich               | katalanischer Anarchist                                                                                         | 25    |       |
| 2. März  | Josef Wallner                      | österreichischer Politiker (CSP, ÖVP), Mitglied des Bundesrates                                                 | 72    |       |
| 2. März  | Georg Michael Welzel               | deutscher Staatsbürger und eines der letzten Opfer der Todesstrafe in Spanien                                   | 29    |       |
| 3. März  | Carl Jacob Burckhardt              | Schweizer Diplomat, Essayist und Historiker                                                                     | 82    |       |
| 3. März  | John Cooper                        | britischer Hürdenläufer                                                                                         | 33    |       |
| 3. März  | Ludwig Grote                       | deutscher Kunsthistoriker                                                                                       | 80    |       |
| 3. März  | Heinrich Ilbertz                   | deutscher Politiker (NSDAP), MdR                                                                                | 82    |       |
| 3. März  | Jacques Natan                      | bulgarischer Ökonom und Wirtschaftshistoriker                                                                   | 71    |       |
| 3. März  | Barbara Ruick                      | amerikanische Schauspielerin und Sängerin                                                                       | 43    |       |
| 3. März  | Frank Seno                         | US-amerikanischer American-Football-Spieler                                                                     | 53    |       |
| 4. März  | Mihail Andricu                     | rumänischer Komponist, Pianist, Musikkritiker und -pädagoge                                                     | 79    |       |
| 4. März  | Bill Aston                         | britischer Rennfahrer                                                                                           | 73    |       |
| 4. März  | Remigius Geyling                   | österreichischer Maler und Bühnenbildner                                                                        | 95    |       |
| 4. März  | Adolph Gottlieb                    | US-amerikanischer Maler                                                                                         | 70    |       |
| 4. März  | Arthur Neumann                     | deutscher Pilot                                                                                                 | 84    |       |
| 4. März  | Niels Erik Nielsen                 | dänischer Turner                                                                                                | 80    |       |
| 4. März  | Michail Klawdijewitsch Tichonrawow | sowjetischer Ingenieur                                                                                          | 73    |       |
| 4. März  | Herman Leo Van Breda               | belgischer Franziskaner, Philosoph und Begründer des Husserl-Archivs in Löwen                                   | 63    |       |
| 5. März  | Karl Albrecht                      | deutscher Politiker (SPD), MdL                                                                                  | 70    |       |
| 5. März  | Georg Althaus                      | deutscher Theologe und NS-Gegner                                                                                | 75    |       |
| 5. März  | Hermann Ammermüller                | deutscher Mediziner und Sanitätsoffizier der Bundeswehr                                                         | 61    |       |
| 5. März  | Pjotr Kusmitsch Anochin            | russischer Neurophysiologe und Hochschullehrer                                                                  | 76    |       |
| 5. März  | Robert Clauß                       | deutscher Kapitän und Kap Hoornier                                                                              | 79    |       |
| 5. März  | Billy De Wolfe                     | US-amerikanischer Schauspieler                                                                                  | 67    |       |
| 5. März  | Sol Hurok                          | ukrainischstämmiger Konzertveranstalter und Manager für klassische Musik in den USA                             | 85    |       |
| 5. März  | William Kinnear                    | britischer Ruderer                                                                                              | 93    |       |
| 6. März  | Ernest Becker                      | US-amerikanischer Kulturanthropologe und interdisziplinärer Denker und Schriftsteller                           | 49    |       |
| 6. März  | Lucio Demare                       | argentinischer Tangopianist und -komponist                                                                      | 67    |       |
| 6. März  | Peter Gan                          | deutscher Schriftsteller                                                                                        | 80    |       |
| 06. März | Victor Hansen                      | dänischer Tennisspieler, Koleopterologe und Jurist                                                              | 84    |       |
| 6. März  | Lothar Koschmieder                 | deutscher Mathematiker                                                                                          | 83    |       |
| 7. März  | Lewis Williams Douglas             | US-amerikanischer Politiker                                                                                     | 79    |       |
| 7. März  | Eduard Kainberger                  | österreichischer Fußballspieler                                                                                 | 62    |       |
| 7. März  | Helmut Kaufhold                    | deutscher Politiker (CDU), MdL                                                                                  | 70    |       |
| 7. März  | T. T. Krishnamachari               | indischer Politiker                                                                                             | 74    |       |
| 7. März  | Alberto Rabagliati                 | italienischer Sänger und Schauspieler                                                                           | 67    |       |
| 8. März  | Richard Behn                       | deutscher Politiker (DVP, DP, GDP), MdHB                                                                        | 87    |       |
| 8. März  | Arthur Günther                     | deutscher Heimatforscher, Schriftsteller und Kommunalpolitiker                                                  | 88    |       |
| 8. März  | Olive Hazlett                      | US-amerikanische Mathematikerin                                                                                 | 83    |       |
| 8. März  | Kazuki Yasuo                       | japanischer Maler der Shōwa-Zeit im Yōga-Stil                                                                   | 62    |       |
| 8. März  | Johannes Mutters                   | niederländischer Fußballschiedsrichter                                                                          | 85    |       |
| 8. März  | Max Plaut                          | deutscher Rechtsanwalt, Ökonom und Verbandsfunktionär                                                           | 72    |       |
| 8. März  | Willi Ruckdeschel                  | deutscher Politiker (NSDAP), MdR und SA-Funktionär                                                              | 73    |       |
| 8. März  | Wim Sonneveld                      | niederländischer Kabarettist und Sänger                                                                         | 56    |       |
| 8. März  | Joseph-Antonio Thompson            | kanadischer Organist, Chorleiter und Musikpädagoge                                                              | 77    |       |
| 9. März  | Ann Bridge                         | britische Schriftstellerin                                                                                      | 84    |       |
| 9. März  | Emil van Hauth                     | deutscher Maler und Graphiker                                                                                   | 74    |       |
| 9. März  | Karl Korn                          | deutscher Politiker (CDU), MdL                                                                                  | 70    |       |
| 9. März  | Giuseppe Olivotti                  | italienischer Geistlicher, römisch-katholischer Weihbischof in Venedig                                          | 68    |       |
| 9. März  | Felix Schlag                       | deutscher Designer, der das US-amerikanische 5-Cent-Stück entwarf                                               | 82    |       |
| 9. März  | Earl Wilbur Sutherland             | US-amerikanischer Physiologe                                                                                    | 58    |       |
| 10. März | Hans Wilhelmsson Ahlmann           | schwedischer Geograph, Glaziologe und Diplomat                                                                  | 84    |       |
| 10. März | Herbert von Böckmann               | deutscher Offizier, zuletzt General der Infanterie im Zweiten Weltkrieg                                         | 87    |       |
| 10. März | Edgar Emmert                       | deutscher Jurist, Landrat im Landkreis Kronach                                                                  | 65    |       |
| 10. März | Bolesław Kominek                   | polnischer Geistlicher, Kardinal der römisch-katholischen Kirche und Erzbischof von Wrocław                     | 70    |       |
| 10. März | Quinto Maganini                    | US-amerikanischer Komponist, Flötist und Dirigent                                                               | 76    |       |
| 10. März | Arthur Piechler                    | deutscher Komponist und Organist                                                                                | 77    |       |
| 10. März | Georg Stücklen                     | deutscher Politiker (SPD), MdA                                                                                  | 83    |       |
| 10. März | Elsa Teuffert                      | deutsche Politikerin (FDP), MdHB                                                                                | 85    |       |
| 11. März | Alfred F. Beiter                   | US-amerikanischer Politiker                                                                                     | 79    |       |
| 11. März | César Concepción                   | puerto-ricanischer Trompeter, Arrangeur, Orchesterleiter und Komponist                                          | 64    |       |
| 11. März | Josef Engl                         | karpatendeutscher Dichter und Lehrer                                                                            | 71    |       |
| 11. März | Walter Loos                        | österreichischer Architekt                                                                                      | 68    |       |
| 11. März | Hans Müller                        | deutscher Politiker (SPD), MdB                                                                                  | 75    |       |
| 11. März | Ernst Rossow                       | deutscher Maschinenbauingenieur und Hochschullehrer                                                             | 67    |       |
| 12. März | Gustav Fock                        | deutscher Musikwissenschaftler und Organologe                                                                   | 80    |       |
| 12. März | Billy Fox                          | irischer Politiker (Fine Gael)                                                                                  | 35    |       |
| 12. März | Nikolai Fjodorowitsch Koroljow     | sowjetischer Boxer                                                                                              | 56    |       |
| 12. März | Oleksij Schowkunenko               | ukrainisch-sowjetischer Kunstmaler                                                                              | 89    |       |
| 12. März | Richard Süßmuth                    | deutscher Glashersteller und Designer                                                                           | 73    |       |
| 13. März | Reiner Dick                        | deutscher Ökonom, Professor für Betriebswirtschaftslehre                                                        | 33    |       |
| 13. März | Wilhelm Fonk                       | deutscher Politiker (Zentrum), MdR                                                                              | 78    |       |
| 13. März | Heinrich Grützner                  | deutscher Jurist                                                                                                | 68    |       |
| 13. März | Wilhelm Ladendorf                  | deutscher Politiker (SPD), MdA                                                                                  | 75    |       |
| 13. März | Werner Lorenz                      | deutscher Politiker (NSDAP), MdR, MdL, Leiter der Volksdeutschen Mittelstelle und SS-Obergruppenführer          | 82    |       |
| 13. März | Henri Pequet                       | französischer Pilot und Flugpionier                                                                             | 86    |       |
| 13. März | Janos Prohaska                     | ungarisch-amerikanischer Filmschauspieler und Stuntman                                                          | 54    |       |
| 13. März | Howard St. John                    | US-amerikanischer Schauspieler                                                                                  | 68    |       |
| 13. März | Frans de Vreng                     | niederländischer Radrennfahrer                                                                                  | 75    |       |
| 14. März | Wagram Sacharowitsch Apresjan      | sowjetischer Romancier und Essayist armenischer Herkunft                                                        | 66    |       |
| 14. März | Floyd Bean                         | US-amerikanischer Jazzpianist, Arrangeur und Komponist                                                          | 69    |       |
| 14. März | Victor Gsovsky                     | russischer Balletttänzer, Choreograf und Tanzpädagoge                                                           | 72    |       |
| 14. März | Seán McCarthy                      | irischer Politiker (Fianna Fáil)                                                                                |       |       |
| 14. März | J. Raymond McGovern                | US-amerikanischer Jurist und Politiker                                                                          | 75    |       |
| 14. März | Ernst Benno Mutschler              | deutscher Apotheker                                                                                             | 82    |       |
| 14. März | Friedrich Schneider                | deutscher Erziehungswissenschaftler                                                                             | 92    |       |
| 15. März | José Tohá                          | chilenischer Journalist und Politiker                                                                           | 47    |       |
| 15. März | Ferdinand Ďurčanský                | slowakischer Jurist und Minister                                                                                | 67    |       |
| 15. März | Otto von Estorff                   | deutscher Architekt                                                                                             | 77    |       |
| 15. März | Paul Grupp                         | deutscher Kameramann                                                                                            | 69    |       |
| 15. März | B. Everett Jordan                  | US-amerikanischer Politiker                                                                                     | 77    |       |
| 15. März | Rudolph Weisenborn                 | US-amerikanischer Maler, Grafiker, Wandmaler und Kunstpädagoge                                                  | 92    |       |
| 16. März | Peter Celsing                      | schwedischer Architekt                                                                                          | 54    |       |
| 16. März | Enrico Falqui                      | italienischer Literaturkritiker, Romanist und Italianist                                                        | 72    |       |
| 16. März | Heinrich Fischer                   | deutscher Schriftsteller, Freund von Karl Krauss                                                                | 77    |       |
| 16. März | Ralph F. Hefferline                | US-amerikanischer Psychologe                                                                                    | 64    |       |
| 16. März | Franz Hörhann                      | österreichischer Politiker (NSDAP)                                                                              | 78    |       |
| 17. März | Paul Andres                        | Schweizer Arzt und Politiker (LdU)                                                                              | 91    |       |
| 17. März | Alexander Hryntschak               | österreichischer Jurist und Politiker (CSP), Abgeordneter zum Nationalrat                                       | 83    |       |
| 17. März | Louis I. Kahn                      | US-amerikanischer Architekt und Stadtplaner                                                                     | 73    |       |
| 17. März | Cecil R. King                      | US-amerikanischer Politiker                                                                                     | 76    |       |
| 17. März | Josef König                        | deutscher Philosoph                                                                                             | 81    |       |
| 17. März | Friedrich Mager                    | deutscher Geograph und Historiker                                                                               | 88    |       |
| 17. März | Carroll Nye                        | US-amerikanischer Schauspieler                                                                                  | 72    |       |
| 17. März | Ernst Samhaber                     | deutscher Historiker, Journalist und Wirtschaftspublizist                                                       | 72    |       |
| 17. März | Vinzenz Schwind                    | deutscher Politiker (CSU, Überparteiliche Einheitsliste), Oberbürgermeister von Aschaffenburg                   | 63    |       |
| 18. März | Fritz Baltzer                      | Schweizer Zoologe, Entwicklungsbiologe und Genetiker                                                            | 90    |       |
| 18. März | Adolf Baschista                    | deutscher Politiker (SPD), MdA                                                                                  | 73    |       |
| 18. März | John C. Bell                       | US-amerikanischer Politiker                                                                                     | 81    |       |
| 18. März | Jan Broekhuis                      | niederländischer Komponist                                                                                      | 73    |       |
| 18. März | Hans Döllgast                      | deutscher Architekt, Grafiker und Hochschullehrer                                                               | 82    |       |
| 18. März | Paul Kolbach                       | luxemburgischer Brauwissenschaftler                                                                             | 79    |       |
| 18. März | Hertta Kuusinen                    | finnische Politikerin                                                                                           | 70    |       |
| 18. März | Albin Lüdke                        | deutscher Widerstandskämpfer gegen den Nationalsozialismus                                                      | 66    |       |
| 18. März | William A. Lyon                    | US-amerikanischer Filmeditor                                                                                    | 71    |       |
| 18. März | Hans Munz                          | Schweizer Politiker (LdU)                                                                                       | 71    |       |
| 18. März | Harrison Anthony Trexler           | US-amerikanischer Historiker und Hochschullehrer                                                                | 90    |       |
| 19. März | Karol Bacílek                      | tschechoslowakischer kommunistischer Politiker                                                                  | 77    |       |
| 19. März | Albert Karl Burmester              | deutscher Bootsbauer und Schriftsteller                                                                         | 66    |       |
| 19. März | Austin Clarke                      | irischer Dichter und Dramatiker                                                                                 | 77    |       |
| 19. März | Roy Hawkins                        | US-amerikanischer Bluesmusiker                                                                                  | 71    |       |
| 19. März | Otto Krone                         | deutscher Schauspieler aus der Vorkriegs- und DEFA-Zeit                                                         | 75    |       |
| 19. März | Kurt Matthaei                      | deutscher Jurist und Kommunalbeamter                                                                            | 88    |       |
| 19. März | Vito Pandolfi                      | italienischer Theaterkritiker und Filmregisseur                                                                 | 56    |       |
| 19. März | Edward Platt                       | US-amerikanischer Schauspieler                                                                                  | 58    |       |
| 19. März | Bernhard Rosenmöller               | deutscher Pädagoge und katholischer Philosoph                                                                   | 90    |       |
| 19. März | Georg Zivier                       | deutscher Schriftsteller, Theaterkritiker und Journalist                                                        | 77    |       |
| 20. März | George Bretnall                    | US-amerikanischer Leichtathlet                                                                                  | 78    |       |
| 20. März | Chet Huntley                       | US-amerikanischer Fernsehmoderator                                                                              | 62    |       |
| 20. März | Samuel B. Pettengill               | US-amerikanischer Politiker                                                                                     | 88    |       |
| 21. März | Otto Czekelius                     | rumänischer Architekt                                                                                           | 78    |       |
| 21. März | Candy Darling                      | US-amerikanische Filmschauspielerin                                                                             | 29    |       |
| 21. März | Anton Grot                         | US-amerikanischer Szenenbildner und Art Director                                                                | 90    |       |
| 21. März | Ernst Hefel                        | österreichischer Politiker                                                                                      | 85    |       |
| 21. März | Hans Sachs                         | deutscher Sammler von Gebrauchsgrafik                                                                           | 92    |       |
| 22. März | Max Burwitz                        | deutscher SED-Funktionär, Oberbürgermeister der Stadt Greifswald (1947–1949), Oberbürgermeister der Stadt Ro... | 78    |       |
| 22. März | Sam Donahue                        | US-amerikanischer Jazzmusiker                                                                                   | 56    |       |
| 22. März | Wilhelm Drexelius                  | deutscher Rechtsanwalt und Politiker (SPD), MdHB                                                                | 67    |       |
| 22. März | Gregor Ebner                       | deutscher praktischer Arzt, Leiter der Heime des Lebensborn                                                     | 81    |       |
| 22. März | Fukuda Heihachirō                  | japanischer Maler                                                                                               | 82    |       |
| 22. März | Ivan Malré                         | jugoslawisch-deutscher Schauspieler und Synchronsprecher                                                        | 51    |       |
| 22. März | Edward Molyneux                    | französischer Modedesigner                                                                                      | 82    |       |
| 22. März | Orazio Satta Puliga                | italienischer Ingenieur                                                                                         | 63    |       |
| 22. März | Peter Revson                       | US-amerikanischer Automobilrennfahrer                                                                           | 35    |       |
| 22. März | Roland Rohlfs                      | US-amerikanischer Testpilot                                                                                     | 82    |       |
| 22. März | Óscar Sánchez                      | chilenischer Fußballspieler                                                                                     | 63    |       |
| 22. März | Max Soth                           | deutscher Landwirt und Politiker (DNVP), MdR, MdL                                                               | 83    |       |
| 23. März | Karl Butsch                        | deutscher Bankkaufmann                                                                                          | 80    |       |
| 23. März | Léon Rosenfeld                     | belgischer Physiker                                                                                             | 69    |       |
| 23. März | Günther Schlegelberger             | deutscher Botschafter                                                                                           | 64    |       |
| 23. März | Erika Stiedry-Wagner               | Schauspielerin, Sängerin und Rezitatorin baltischer Herkunft                                                    | 83    |       |
| 24. März | Frederic Conant                    | US-amerikanischer Segler                                                                                        | 82    |       |
| 24. März | Hans Werner von Dewall             | deutscher Industrieller                                                                                         | 72    |       |
| 24. März | Alfred Eden-Bant                   | deutscher Zeichner, Radierer und Maler                                                                          | 76    |       |
| 24. März | Robert Mavounzy                    | französischer Jazzmusiker und Bandleader                                                                        | 56    |       |
| 24. März | Hermann Moog                       | deutscher Maler und Zeichner                                                                                    | 73    |       |
| 24. März | Olive Higgins Prouty               | US-amerikanische Schriftstellerin                                                                               | 92    |       |
| 24. März | Hermann Karl Weinert               | deutscher Romanist                                                                                              | 65    |       |
| 25. März | Theodor Balk                       | jüdischer Schriftsteller                                                                                        | 73    |       |
| 25. März | Ludwig Claussen                    | deutscher Politiker (CDU), MdL                                                                                  | 67    |       |
| 25. März | Friedrich Klein                    | deutscher Staats- und Völkerrechtler                                                                            | 65    |       |
| 25. März | Serge Otzoup                       | russischer Filmproduzent                                                                                        | 88    |       |
| 25. März | Georges Rigal                      | französischer Schwimmer und Wasserballspieler                                                                   | 84    |       |
| 25. März | Julius Steinfeld                   | Fluchthelfer |       |       |
| 25. März | Otto Waldis                        | österreichischer Schauspieler                                                                                   | 72    |       |
| 25. März | Bernhard Weber                     | deutscher Chorkomponist und Chorleiter                                                                          | 61    |       |
| 25. März | Robert Weißmann                    | deutscher KZ-Kommandant                                                                                         | 66    |       |
| 26. März | Michael Avi-Yonah                  | israelischer Archäologe                                                                                         | 69    |       |
| 26. März | Johann Bresgen                     | deutscher Politiker der CDU                                                                                     | 89    |       |
| 26. März | Edward Condon                      | US-amerikanischer Physiker                                                                                      | 72    |       |
| 26. März | Fritz Gäbler                       | deutscher Politiker                                                                                             | 77    |       |
| 26. März | Werner Kohlmeyer                   | deutscher Fußballspieler                                                                                        | 49    |       |
| 26. März | Klaus Rheinhold                    | deutscher Unternehmer der Isolier- und Asbestindustrie                                                          | 82    |       |
| 27. März | Wilhelm Herget                     | deutscher Jagdpilot im Zweiten Weltkrieg                                                                        | 63    |       |
| 27. März | Fritz Loewe                        | deutscher Meteorologe, Glaziologe und Polarforscher                                                             | 79    |       |
| 27. März | Maeda Masao                        | japanischer Maler und Holzschnittkünstler                                                                       | 69    |       |
| 27. März | Germán Prado Peralta               | spanischer Musikwissenschaftler                                                                                 | 82    |       |
| 27. März | Heinz Richter                      | deutscher Jurist, Referatsleiter im Reichssicherheitshauptamt und SS-Obersturmbannführer                        | 71    |       |
| 27. März | Lothar Rothschild                  | schweizerischer religiös-liberaler Rabbiner                                                                     | 64    |       |
| 27. März | Eduardo Santos                     | kolumbianischer Journalist, Herausgeber, Politiker, Präsident von Kolumbien (1938–1942)                         | 85    |       |
| 27. März | Adolf Steiner                      | deutscher Violoncellist und Musikpädagoge                                                                       | 76    |       |
| 27. März | Wang Ming                          | chinesischer Politiker                                                                                          | 69    |       |
| 28. März | Arthur Crudup                      | US-amerikanischer Blues-Gitarrist und Sänger                                                                    | 68    |       |
| 28. März | Dorothy Fields                     | US-amerikanische Liedtexterin, Dramatikerin und Drehbuchautorin                                                 | 68    |       |
| 28. März | Françoise Rosay                    | französische Schauspielerin                                                                                     | 82    |       |
| 29. März | Czesław Kukuczka                   | polnisches Todesopfer an der Berliner Mauer                                                                     | 38    |       |
| 29. März | Karl Meier                         | Schweizer Schauspieler und Herausgeber „Der Kreis“                                                              | 77    |       |
| 29. März | Seton I. Miller                    | US-amerikanischer Drehbuchautor und Produzent                                                                   | 71    |       |
| 29. März | Geoffrey Newton Sharp              | britischer Musikkritiker und Musikschriftsteller                                                                | 59    |       |
| 29. März | Teddy Yarosz                       | US-amerikanischer Boxer im Mittelgewicht                                                                        | 63    |       |
| 30. März | Friedrich Bleibaum                 | deutscher Kunsthistoriker und Denkmalpfleger                                                                    | 88    |       |
| 30. März | Willem Hendrik van den Bos         | holländisch-südafrikanischer Astronom                                                                           | 77    |       |
| 30. März | Theodor von Hötzendorff            | deutscher Maler                                                                                                 | 75    |       |
| 30. März | Karl Hohmann                       | deutscher Fußballspieler                                                                                        | 65    |       |
| 30. März | Domenico Marotta                   | italienischer Chemiker                                                                                          | 87    |       |
| 30. März | Werner Nestel                      | deutscher Hochfrequenztechniker                                                                                 | 69    |       |
| 30. März | Russell Schoengarth                | US-amerikanischer Filmeditor                                                                                    | 69    |       |
| 30. März | Willi Schramm                      | deutscher Maler und Graphiker                                                                                   | 69    |       |
| 30. März | Fritz Stather                      | deutscher Gerberei-Chemiker                                                                                     | 72    |       |
| 30. März | Karel Struijs                      | niederländischer Wasserballspieler                                                                              | 81    |       |
| 30. März | Leonard Ware                       | US-amerikanischer Jazzgitarrist und Komponist                                                                   | 64    |       |
| 30. März | Gerhard Weck                       | deutscher Politiker (SPD), Opfer des Nationalsozialismus und des Stalinismus                                    | 61    |       |
| 31. März | Victor Boin                        | belgischer Sportjournalist, Sportler und Sportfunktionär                                                        | 88    |       |
| 31. März | Andrea Checchi                     | italienischer Schauspieler                                                                                      | 57    |       |
| 31. März | Skip Nelson                        | US-amerikanischer Pop- und Jazzmusiker                                                                          | 53    |       |
| 31. März | Heinz Pringsheim                   | deutscher Musikkritiker, Komponist, Pianist und Rundfunkredakteur                                               | 91    |       |
| 31. März | Ludwig-Wilhelm Ries                | deutscher Agrarwissenschaftler                                                                                  | 83    |       |
| 31. März | Osvaldo Vieira                     | guinea-bissauischer Widerstandskämpfer der PAIGC                                                                |       |       |
| März     | Walter Troppenz                    | deutscher Schriftsteller und Journalist                                                                         |       |       |